# 四(乙酸汞基)甲烷
四(乙酸汞基)甲烷是一种有机汞化合物，化学式为C(HgO
2CCH
3)
4。它是在研究霍夫曼碱的过程中获得的，这种碱起初被认为是C
2Hg
6(OH)
2，在溶解于羧酸的过程中发现它可以形成无色的晶体，经X射线单晶衍射表征其结构为C(HgO
2CR)
4。
单独制备四(乙酸汞基)甲烷则利用了四硼烷基甲烷C(B(OCH
3)
2)
4和乙酸汞的反应。